# Memoria de piatră
Memoria de piatră este un film documentar românesc din 2010 regizat de Iosif Demian.

## Prezentare
Iosif Demian se întoarce după patru decenii la Roșia Montană, în locul realizării a două filme de referință pentru istoria cinematografiei românești: „Nunta de piatră” și „Duhul aurului”, a căror imagine a fost semnată de el.

## Distribuție
Distribuția filmului este alcătuită din:
- Mircea Veroiu
- Iosif Demian

## Premii
Premiol pentru Cel mai bun film documentar la Festivalul Indie al Producătorilor de Film Independenți – România, 2010